# Lucija Pendić
Lucija Pendić (* 29. April 2004) ist eine kroatische Leichtathletin, die sich auf den Hammerwurf spezialisiert hat.

## Sportliche Laufbahn
Erste internationale Erfahrungen sammelte Lucija Pendić im Jahr 2021, als sie bei den U20-Balkan-Meisterschaften in Istanbul mit einer Weite von 50,28 m den vierten Platz belegte. Anschließend gewann sie bei den U18-Balkan-Meisterschaften in Kraljevo mit 60,93 m mit dem leichteren 3-kg-Hammer die Bronzemedaille. Im Jahr darauf gelangte sie bei den U20-Balkan-Meisterschaften in Denizli mit 52,59 m auf den vierten Platz und 2023 wurde sie bei der 2. Liga der Team-Europameisterschaft im Rahmen der Europaspiele in Chorzów mit 55,98 m Zwölfte. Anschließend belegte sie bei den Balkan-Meisterschaften in Kraljevo mit 55,82 m den siebten Platz, ehe sie bei den U20-Europameisterschaften in Jerusalem mit 57,66 m in der Qualifikationsrunde ausschied.
2023 wurde Pendić kroatische Meisterin im Hammerwurf.